# Снайдер, Джон Уэсли
Джон Уэсли Снайдер (англ. John Wesley Snyder; 21 июня 1895 — 8 октября 1985) — 54-й министр финансов США, бизнесмен.

## Биография
Родился в Джонсборо, штат Арканзас. В течение года учился на техническом факультете университета Вандербильта, пока не вступил в армию во время Первой мировой войны.
Снайдер приехал в Вашингтон в начале 1930-х с широкими планами в банковской сфере и бизнесе. Занимал ряд постов в правительственных и частных структурах, в том числе в Национальном банке был служащим в отделе валютного контроля, администратором по федеральным займам и директором отдела по вопросам воинской мобилизации и реконверсии. В последнем отделе он играл ведущую роль в переходе национальной экономики от военного времени к мирному строительству.
Снайдер был назначен госсекретарем казначейства США (министром финансов) в 1946 году как близкий друг президента Гарри Трумэна, вместе с которым он служил во время Первой мировой войны. Его задача, как министра финансов состояла в том, чтобы добиться стабилизации послевоенной экономики. Основными пунктами программы Снайдера были поддержание доверия к правительственным кредитным обязательствам, сокращение государственного долга, а также поощрение инвестирования через вложение общественных сбережений в казначейские ценные бумаги США.
Джон Уэсли Снайдер ушёл в отставку вместе с президентом Трумэном. Умер в возрасте 90 лет в 1985 году.